# Habjanovac
Habjanovac is een plaats in de gemeente Dubrava in de Kroatische provincie Zagreb. De plaats telt 200 inwoners (2001).